# ウゴリーノ・マルテッリの肖像

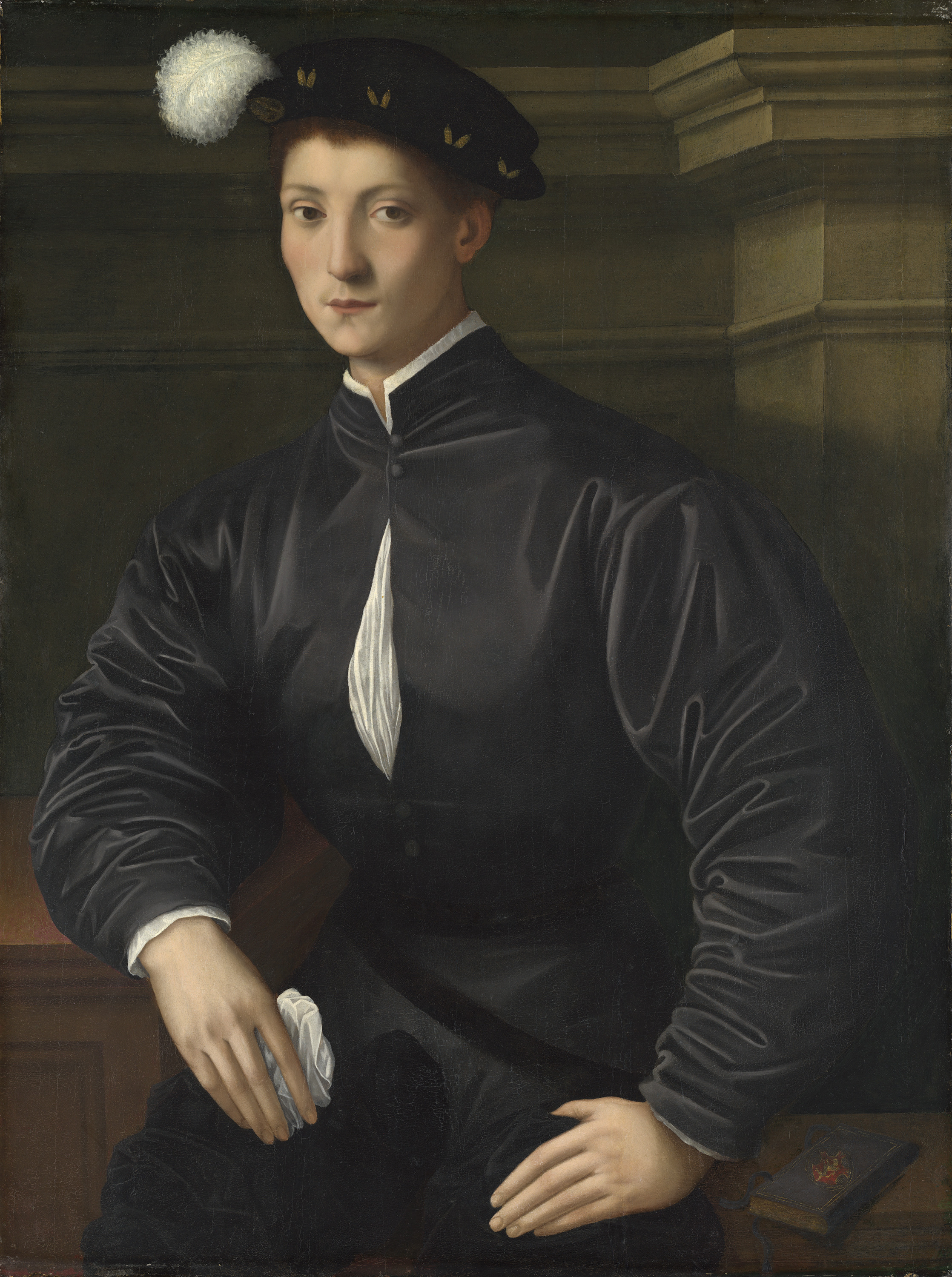
『ウゴリーノ・マルテッリの肖像』、板上に油彩、91.4 x 68cm、ナショナル・ギャラリー (ワシントン)

『ウゴリーノ・マルテッリの肖像』（ウゴリーノ・マルテッリのしょうぞう、伊: Ritratto d'Ugolino Martelli）は、ブロンズィーノとして知られるイタリアのマニエリスム期の画家、アーニョロ・ディ・コジモが1536年、または1537年に制作した絵画である。ドイツ、ベルリンの絵画館に所蔵されている。作品は、机上の端に「BRONZO FIORENTINO」と署名されている。
ウゴリーノ・マルテッリ（1519-1592）は、フィレンツェの貴族で、人文主義者・言語学者であり、自身の宮殿が絵画の背景に見られる。また、家族のコレクションにあった大理石の『ダヴィデ』が背景に表わされている。彫像は当時はドナテッロに帰属されていたが、現在はアントニオまたはベルナルド・ロッセリーノに帰属されており、1461年から1479年頃に制作されたものである。この彫像に関する最初の言及は、1488年に着手されたルイージ・ウゴリーノ・マルテッリ（ウゴリーノの祖父）の所持品目録中の私的記録にある。彫像は、現在、ワシントンD.C.のナショナルギャラリーに所蔵されている 。ダヴィデはフィレンツェの自由の伝統的な象徴であり、本作は、マルテッリがフィレンツェ市の共和党に執着していることを示唆している可能性がある。
ウゴリーノの机には、ギリシャ語で書かれたホーマーの『イリアス』がウゴリーノの方に向けられており、第九巻の冒頭の「アキレスへの使節」の部分が開かれている。角だけが見える2冊目の本には、「MARO (マーロ)」と刻まれており、ラテン語の詩人、プブリウス・ウェルギリウス・マーロ (「ヴァージル」という名でよりよく知られている)  のことを示している。ウゴリーノの左腕は、話し言葉でソネットが書かれている、ピエトロ・ベンボの著作で支えられている。ウゴリーノはベンボについて講義し、1539年までにベンボに会っていた。
ウゴリーノ・マルテッリのもう一点の肖像画が、ワシントンのナショナル・ギャラリーに収められている。作品はポントルモに帰属されていたが、現在はポントルモと密接に関連していた画家によるものと考えられている。